# Zagaj (Maków-Kolonia)
Zagaj – część wsi Maków-Kolonia, położona w województwie łódzkim, w powiecie skierniewickim, w gminie Maków.
W latach 1975–1998 Zagaj administracyjnie należał do województwa skierniewickiego.